# Elitizmus
Az elitizmus az a felfogás, hogy azok az egyének, akik az ún. elitet alkotják – tehát a kívánatos tulajdonságokkal, gazdagsággal, hatalommal, fizikai vonzerővel, nagyobb képességekkel, tapasztalattal, jó származással rendelkeznek –  nagyobb valószínűséggel építő jellegűek a társadalom számára, és nagyobb befolyást érdemelnek. Támogatja az elit hatalomra jutását, a „legjobbnak” vagy „felsőbbrendűnek” ítélt embercsoport számára.

## Jellemzői
Az elitizmus kifejezés olyan helyzet leírására használható, ahol a hatalom egy korlátozott számú ember kezében összpontosul. Az "elit" egyes szinonimája lehet a "felső osztály" vagy "arisztokrata", amely kategóriába tartozó egyének nagy mértékben irányítják a társadalom termelési eszközeit. Az elitbe tartoznak azok is, akik a társadalmi előnyök, nem pedig személyes teljesítményük miatt kerülnek be.
Az elitizmussal ellentétes nézetek közé tartozik az egalitarizmus, az anti-intellektualizmus, a populizmus és a pluralizmus politikai elméletei.
Az elitizmus nézete szorosan összefügg a társadalmi osztályokkal, amit a szociológusok „társadalmi rétegződésnek” neveznek. A modern nyugati társadalmakban a társadalmi rétegződést jellemzően három különálló társadalmi osztály szerint határozzák meg: a felső osztály, a középosztály és az alsó réteg.